# Personalisierte Werbung
Personalisierte Werbung, früher auch interessensbasierte Werbung, ist eine Form der Direktwerbung mit Werbemitteln oder Anzeigen, die einen Bezug zum Adressaten haben. Personalisierte Werbung ist eine Marketingmethode, bei der Anzeigen basierend auf Informationen über die Interessen, das Verhalten und die demografischen Merkmale der Nutzer geschaltet werden. Unternehmen setzen diese Strategie ein, um die Streuverluste zu minimieren und gezielte Inhalte für ihre spezifische Zielgruppe bereitzustellen.
Personalisierte Werbung ist teuer, da statt one-to-many-Kommunikation durch Massenmedien, wo ein Werbemittel für viele produziert wird, ein Einzelstück für einen oder eine sehr spezifische Zielgruppen erstellt wird, aber zielgerichteter, da man bei der Ansprache weniger Kompromisse aufgrund einer großen Gruppe machen muss. Dies wird im Direktmarketing durchgeführt. Ein Unterschied beim Mailing, das bevor man Emails nutze, per Briefpost versendet wurde, besteht zum Beispiel zwischen unpersönlichen Massenanschreiben und persönlichem Anschreiben.

## Internet
Im Internet kann durch Trackingmechanismen einen Bezug zum vorherigen Verhalten auf Websites über Cookies, kleine Dateien, die der Browser speichert, hergestellt werden.

### Targeted Advertising
Bei Targeted Advertising handelt es sich um eine Form der Werbung, die auf eine bestimmte Zielgruppe ausgerichtet ist und so platziert wird, dass die Werbung genau diesem Nutzerkreis gezeigt wird. Durch kontextbezogene Textwerbung können Streuverluste bei der Onlinewerbung reduziert werden.

### Nutzerverfolgung
Nutzerverfolgung (englisch tracking) zu Werbezwecken bezeichnet die Sammlung und Analyse von Nutzerdaten durch verschiedene Technologien, um personalisierte Werbung zu schalten. Dabei werden Informationen über das Verhalten von Nutzern im Internet, wie besuchte Webseiten, Klickverhalten und Suchanfragen, aufgezeichnet. Diese Daten werden verwendet, um detaillierte Nutzerprofile zu erstellen und möglichst maßgeschneiderte Werbeanzeigen zu schalten, die auf die individuellen Interessen und Vorlieben der Nutzer abgestimmt sind. Zu den gängigen Methoden des Trackings gehören Cookies, Zählpixel und Geräte-IDs. Tracking ermöglicht es Werbetreibenden, ihre Zielgruppen präzise anzusprechen und die Effizienz ihrer Kampagnen zu messen.
Tracking wird außerhalb von Werbung auch zur Verbesserung eines Nutzererlebnisses auf Webseiten eingesetzt.

### Cookies
First-Party-Cookies sind Cookies, die vom Websitebetreiber selbst installiert werden und zum ordnungsgemäßen Funktionieren der Website beitragen. Dazu zählen beispielsweise Cookies, die für grundlegende Funktionen der Seite notwendig sind, sowie das Google Analytics Tracking Cookie.
Third-Party-Cookies hingegen werden von externen Anbietern gesetzt, also nicht von der besuchten Website selbst. Diese Cookies werden häufig für Werbezwecke verwendet und dienen dazu, Nutzer über verschiedene Websites hinweg zu verfolgen, um gezielt relevante Werbung auszuliefern. Beispiele für solche Cookies sind Facebook Ads Cookies und Cookies anderer Social-Media-Plattformen.

### Schutz vor Tracking
Browsererweiterungen zum Schutz vor Tracking sind weit verbreitet. Spezielle Blocker können das Tracking im Browser unterschiedlich stark unterbinden. Einige Erweiterungen zielen explizit darauf ab, das Tracking zu verhindern, während andere primär aufdringliche Werbung oder bestimmte Programmcodes blockieren und dadurch nebenbei das Tracking reduzieren. Zusätzlich kann es sinnvoll sein, die Speicherung von Cookies in den Browser-Einstellungen einzuschränken. Eine vollständige Blockade von Cookies kann jedoch dazu führen, dass bestimmte Webseiten oder Dienste nicht mehr richtig funktionieren. Ein Kompromiss besteht darin, Cookies von Drittanbietern abzulehnen.
Da moderne Tracking-Methoden zunehmend andere Techniken als Cookies nutzen, sind solche Einstellungen nur ein Teil einer umfassenden Strategie zur Reduzierung der Datensammlung. Integrierte Schutzmechanismen gegen Tracking, wie sie in Browsern wie Firefox und Apples Safari immer häufiger zu finden sind, tragen ebenfalls zur Datensparsamkeit bei.

### Kritik
Es wurde festgestellt, dass Facebook teilweise übertriebene Reichweiten versprochen hat, indem es Fake-Profile nicht herausgerechnet hat.
Der Schutz der Privatsphäre hat durch Gesetze wie das DSG in der Schweiz und die DSGVO in der EU an Bedeutung gewonnen. Nutzer müssen jetzt aktiv dem Tracking zustimmen, was das Bewusstsein dafür erhöht, wie sehr ihr Verhalten verfolgt wird. Diese erhöhten Datenschutzanforderungen und die allgegenwärtigen Cookie-Banner haben dazu geführt, dass viele Nutzer skeptischer gegenüber Tracking und personalisierter Werbung geworden sind.
Trotz dieser Kritikpunkte wird personalisierte Werbung weiterhin eingesetzt, weil sie, solange sie günstig ist, eine spezifische Zielgruppenansprache ermöglicht. Unternehmen möchten nicht riskieren, potenzielle Kunden zu verlieren, insbesondere wenn die Konkurrenz ebenfalls personalisierte Werbung einsetzt. Solange die Kosten niedrig bleiben, werden viele Firmen eher eine irritierende Anzeige zu viel schalten als eine zu wenig.
Die Regeln zum Datenschutz und zur Erfassung von Nutzerverhalten sind Streitpunkte zwischen Datenschützern und Werbetreibenden.

### Interactive Advertising Bureau (IAB)
Der Wirtschafts- und Werbeverband IAB entwickelte und betreibt den technischen Standard Transparency and Consent Framework (TCF), um Einwilligungen zur Datenschutz-Grundverordnung durch Werbefirme im Internet einzusammeln.

## Direktwerbung
Adressen können von Adresshändlern erworben oder direkt, oft durch Gewinnspiele, gesammelt werden.
Einige Versender von persönlich adressierter Werbung gleichen ihren Adressdatenbestand gegen die Robinsonliste ab. Ein Eintrag in der Robinsonliste soll gegen einen Teil der persönlich adressierten unerwünschten Werbung helfen.
Die Regeln für diese Art Werbung sind in der Europäischen Datenschutz-Grundverordnung DSGVO sowie dem deutschen Bundesdatenschutzgesetz geregelt. Verbraucher und Nutzer müssen über die Verwendung informiert worden sein und freiwillig eingewilligt haben.

## Datenschutz-Grundverordnung (DSGVO)
Unternehmen in der EU müssen gesetzlich sicherstellen, dass potenzielle Kunden ihre Zustimmung zur Verarbeitung ihrer persönlichen Daten geben oder diese ablehnen können. Dazu gehört auch die Einrichtung von Mechanismen zur Einwilligung durch den Interessenten sowie die Bereitstellung von Optionen, um personalisierte Werbung zu deaktivieren.

## Bundesgesetz über den Datenschutz (DSG)
In der Schweiz gilt ein eigenes Datenschutzgesetz, das Bundesgesetz über den Datenschutz (DSG), das im September 2023 revidiert wurde, um weitgehend den Standards der europäischen DSGVO zu entsprechen. Wesentlicher Unterschied: Im Gegensatz zur EU ist in der Schweiz die Verarbeitung personenbezogener Daten grundsätzlich erlaubt und bedarf nur in seltenen Fällen einer speziellen Rechtfertigung, wie einer Einwielligung.
Diese Angleichung erleichtert den Datenaustausch zwischen der EU und der Schweiz und stellt sicher, dass ein vergleichbares Datenschutzniveau gewährleistet wird. Die Schweizer Datenschutzaufsichtsbehörde, der Eidgenössische Datenschutz- und Öffentlichkeitsbeauftragte (EDÖB), ist für die Überwachung und Durchsetzung der Datenschutzbestimmungen verantwortlich.